# Anaea xenocles
Anaea xenocles är en fjärilsart som beskrevs av John Obadiah Westwood 1850. Anaea xenocles ingår i släktet Anaea och familjen praktfjärilar. Inga underarter finns listade i Catalogue of Life.